# ファン・ジョンミン
ファン・ジョンミン（朝: 황 정민、1970年9月1日 - ）は、韓国の俳優。慶尚南道馬山市（現・昌原市）出身。ソウル芸術大学演劇科卒。SEMカンパニー所属。
妻は元舞台女優で所属会社セムカンパニー代表のキム・ミヘ（김 미혜）、弟は音響監督のファン・サンジュン（황 상준）。

## 略歴
浪人時代、新人公募に合格した後、1990年当時時代を風靡した映画『将軍の息子』でデビュー。 2005年、映画『ユア・マイ・サンシャイン』で青龍映画賞の主演男優賞を受賞、2013年の『新しき世界』で二度目の主演男優賞を受賞した。2015年の主演映画『国際市場で逢いましょう』は観客動員数1,400万人を超える大ヒット作となり、自身も大鐘賞の主演男優賞を受賞した。2018年、『工作 黒金星と呼ばれた男』で二度目の大鐘賞主演男優賞を獲得。

## 出演

### 映画
- 将軍の息子 [ 장군의 아들 ]（1990） - 支配人 役
- シュリ [ 쉬리 ]（1999） - 特別捜査班 役
- ワイキキ・ブラザーズ [ 와이키키 브라더스 ]（2001） - 看守 役
- 爆烈野球団! [ YMCA 야구단 ]（2002） - リュ・グァンテ 役
- ロード・ムービー [ 로드 무비 ]（2002） - 主演：テシク 役
- 浮気な家族 [ 바람난 가족 ]（2003） - 主演：チュ・ヨンジャク 役
- 最後の狼 [ 마지막 늑대 ]（2004） - コ・ジャンシク 役
- チャーミング・ガール [ 여자 정혜 ]（2005） - 作家 役
- 甘い人生 [ 달콤한 인생 ]（2005） - ペク社長 役 ※特別出演
- 天軍 [ 천군 ]（2005） - 南側警備隊長 海軍少佐 パク・ジョンウ 役
- ユア・マイ・サンシャイン [ 너는 내 운명 ]（2005） - 主演：キム・ソクチュン 役
- 私の生涯で最も美しい一週間 [ 내 생애 가장 아름다운 일주일 ]（2005） - チョン・ジュノ 役
- 死生決断 [ 사생결단 ]（2006） - ト・ジングァン 役
- 黒い家 [ 검은 집 ]（2007） - 主演：チョン・ジュノ 役
- ハピネス [ 행복 ]（2007） - 主演：ヨンス 役
- 最後の約束 [ 열한번째 엄마 ]（2007） - ペクチュン 役
- 星から来た男 [ 슈퍼맨이었던 사나이 ]（2008） - 主演：スーパーマン 役
- 影殺人 [ 그림자 살인 ]（2009） - 主演：ホン・ジノ 役
- オガムド〜五感度〜 [ 오감도 ]（2009） - ミン・ジェイン 役
- 雲を抜けた月のように [ 구르믈 버서난 달처럼 ]（2010） - ファン・ジョンハク 役
- 生き残るための3つの取引 [ 부당거래 ]（2010） - 主演：チェ・チョルギ 役
- 平壌城 [ 평양성 ]（2011） - 新羅王 役 ※友情出演
- 裏切りの陰謀 [ 모비딕 ]（2011） - 主演：イ・バンウ 役
- ダンシング・クィーン [ 댄싱퀸 ]（2012） - 主演：ファン・ジョンミン 役
- 新しき世界 [ 신세계 ]（2013） - 主演：チョン・チョン 役
- フィスト・オブ・レジェンド [ 전설의 주먹 ]（2013） - 主演：イム・ドクギュ 役
- 傷だらけのふたり [ 남자가 사랑할 때 ]（2014） - 主演：ハン・テイル 役
- 国際市場で逢いましょう [ 국제시장 ]（2014） - 主演：ユン・ドクス 役
- ベテラン [ 베테랑 ]（2015） - 主演：ソ・ドチョル 役
- ヒマラヤ〜地上8,000メートルの絆〜 [ 히말라야 ]（2015） - 主演：オム・ホンギル 役[3]
- 華麗なるリベンジ [ 검사외전 ]（2016） - 主演：ピョン・ジェウク 役[4]
- 哭声/コクソン [ 곡성 ]（2016） - イルグァン 役
- アシュラ [ 아수라 ]（2016） - パク・ソンベ 役[5]
- 工作 黒金星と呼ばれた男 [ 공작 ]（2018） - 主演：パク・ソギョン 役[6]
- 金の亡者たち [ 돈 ]（2019） - 最初の注文者の声のみ出演
- ただ悪より救いたまえ [다만 악에서 구하소서]（2020） - 主演：キム・インナム 役
- 人質 韓国トップスター誘拐事件 [ 인질 ]（2021） - 主演：ファン・ジョンミン 役
- ハント [ 헌트 ]（2022） - 特別出演
- 極限境界線-救出までの18日間- [ 교섭 ]（2023） - 主演：チョン・ジェホ 役
- ソウルの春 [ 서울의 봄 ]（2023） - 主演：チョン・ドゥグァン（全斗煥がモデル） 役
- クロス・ミッション [ 크로스 ]（2024） - 主演：パク・ガンム 役
- ベテラン 凶悪犯罪捜査班 [ 베테랑 2 ]（2024）

### テレビドラマ
- アクシデント・カップル [ 그저 바라 보다가 ]（2009、KBS） - 主演：ク・ドンベク 役
- 約束の恋人 [ 한반도 ]（2012、TV朝鮮） - 主演：ソ・ミョンジュン 役
- ハッシュ [ 허쉬 ]（2020年、JTBC） - 主演：ハン・ジュンヒョク 役
- ナルコの神 [ 수리남 ]（2022年、Netflix） - 主演：チョン・ヨファン 役

### 舞台

#### 演劇
- ハムレット（1991） - オズリック 役
- 笑の大学（2008） - 主演：作家 役
- リチャード3世（2018） - 主演：リチャード3世 役
- オイディプス王（2019） - 主演：オイディプス王 役

#### ミュージカル
- ジーザス・クライスト・スーパースター（1999）
- モスキート（1999）
- キャッツ（1999）
- トミー（2001）
- ブロードウェー 42番街（2004）
- ナイン（2008）
- ウェディング・シンガー（2009）
- ラ・マンチャの男（2012）
- アサシン（2013）
- オケピ（2015）

## 受賞歴
- 2002年
  - 第3回釜山映画評論家協会賞 - 新人男優賞（『ロード・ムービー』）
  - 第5回ディレクターズ・カット・アワード - 新人演技賞（『ロード・ムービー』）
  - 第22回韓国映画評論家協会賞 - 新人男優賞（『ロード・ムービー』）
  - 第23回青龍映画賞 - 新人男優賞（『ロード・ムービー』）
  - 第1回MBC映画賞 - 助演男優賞（『ワイキキ・ブラザーズ』）
- 2005年
  - 第26回青龍映画賞 - 主演男優賞（『ユア・マイ・サンシャイン』）
  - 第4回大韓民国映画大賞 - 助演男優賞（『甘い人生』、『ユア・マイ・サンシャイン』）
  - 第42回大鐘賞 - 助演男優賞（『甘い人生』）
- 2006年
  - 第7回釜山映画評論家協会賞 - 主演男優賞（『死生決断』）
  - 第29回黄金撮影賞 - 最優秀人気男優賞（『ユア・マイ・サンシャイン』）
- 2007年
  - 第28回青龍映画賞 - 人気スター賞
- 2008年
  - ゴールデンチケットアワーズ - 演劇部門 チケットパワー男性俳優1位
- 2009年
  - ゴールデンチケットアワーズ - 演劇部門 チケットパワー男性俳優1位
- 2013年
  - 第34回青龍映画賞 - 主演男優賞（『新しき世界』）
  - 第22回釜日映画賞 - 主演男優賞（『新しき世界』）
  - 大韓民国ベストスター賞 - 映画トップスター賞（『新しき世界』）
- 2015年
  - 第52回大鐘賞 - 主演男優賞（『国際市場で逢いましょう』）
  - 第35回黄金撮影賞 - 演技大賞（『国際市場で逢いましょう』）
  - 第15回ディレクターズ・カット・アワード - 今年の男性演技者賞（『国際市場で逢いましょう』）
  - 第2回韓国映画祭作家協会賞 - 主演男優賞（『国際市場で逢いましょう』）
- 2018年
  - 第55回大鐘賞 - 主演男優賞（『工作 黒金星と呼ばれた男』）[2] ※イ・ソンミンと共同受賞